# Malache mexicana
Malache mexicana là một loài thực vật có hoa trong họ Cẩm quỳ. Loài này được (Kunth) Kuntze mô tả khoa học đầu tiên năm 1891.